# Anastatus zeli
Anastatus zeli är en stekelart som först beskrevs av William Harris Ashmead 1886.  Anastatus zeli ingår i släktet Anastatus och familjen hoppglanssteklar. Inga underarter finns listade i Catalogue of Life.